# ماسیل
ماسیل (به انگلیسی: Massiel) (زاده ۲ اوت ۱۹۴۷) خوانندهٔ اسپانیایی است.
او در سال ۱۹۶۸ برنده مسابقه یوروویژن شد.